# Sajád

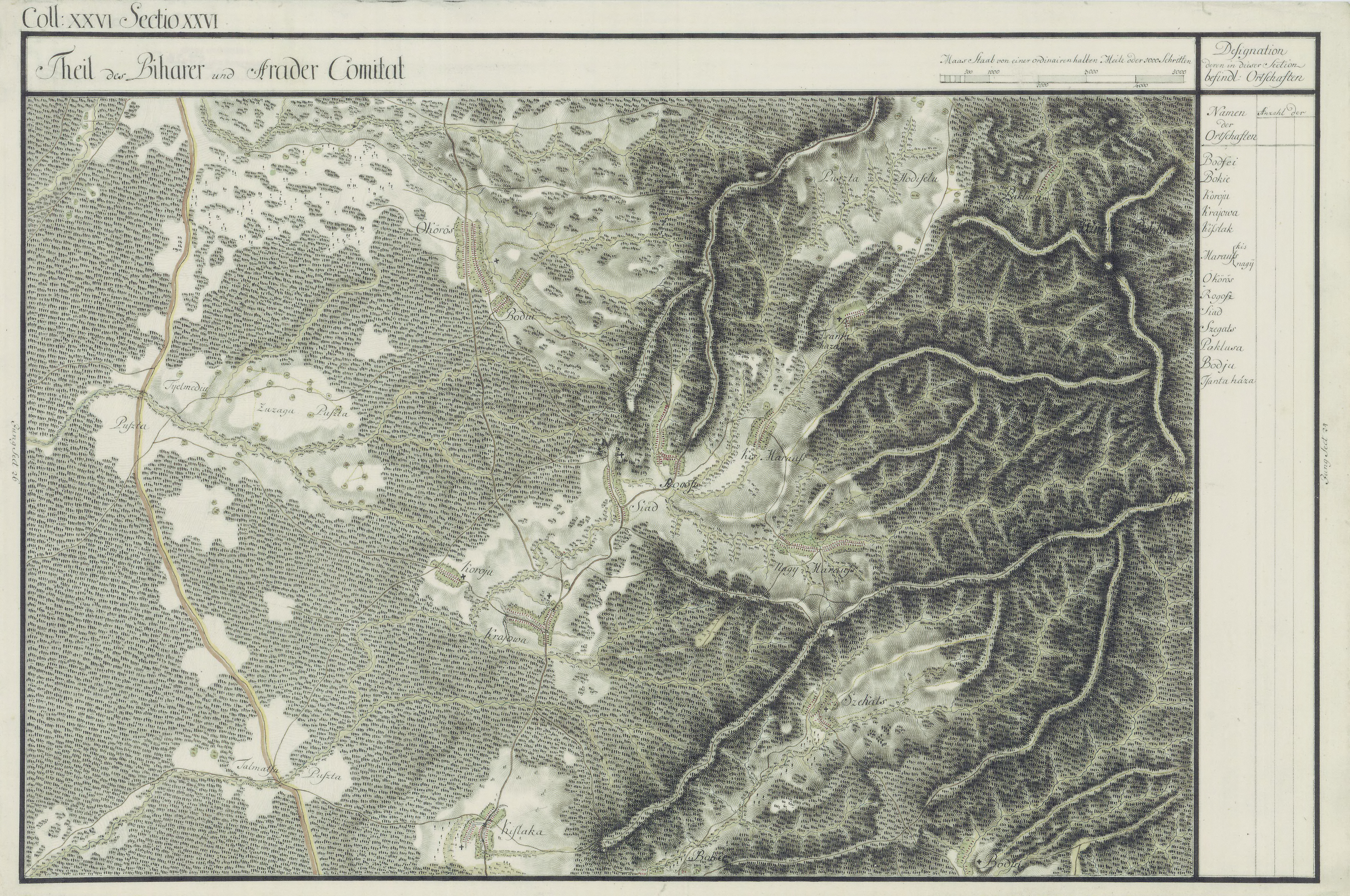
Sajád egy régi térképen

Sajád (Șiad), település Romániában, a Partiumban, Arad megyében.

## Fekvése
A Béli-hegység alatt, a Siád-patak mellett, Béltől északra, Bélkirálymező és Bélkismaros közt fekvő település.

## Története
Sajád nevét 1344-ben említette először oklevél Sayath néven. 1580-ban Syatth, 1808-ban Siád, 1913-ban Sajád néven írták.
Siád a nagyváradi 1. sz. püspökség birtoka volt még a 20. század elején is.
1851-ben Fényes Elek írta a településről: „Bihar vármegyében, egy völgyben, 425 óhitü lakossal, s anyatemplommal. Határa 1146 hold, ... Birja a váradi deák püspök.”
1910-ben 522 lakosából 506 román, 6 magyar volt. Ebből 516 görögkeleti ortodox volt.
A trianoni békeszerződés előtt Bihar vármegye Béli járásához tartozott.

## Nevezetességek
- Görög keleti temploma - 1785-ben épült.